# Cloruro de berilio
El cloruro de berilio es un compuesto químico inorgánico que tiene la fórmula química BeCl2. Es un sólido incoloro e higroscópico que se disuelve bien en varios disolventes polares. Sus propiedades químicas son similares a las del cloruro de aluminio, debido al enlace en diagonal del berilio con el cloro.

## Estructura y síntesis
El cloruro de berilio se prepara por la siguiente reacción del berilio metálico con el cloro a altas temperaturas:
Be + Cl2 → BeCl2
BeCl2 también se puede preparar mediante una reacción carbotérmica del óxido de berilio en presencia de cloro, o tratando el berilio con cloruro de hidrógeno.
Se conocen dos polimorfos de cloruro de berilio. Ambas estructuras consisten en centros tetraédricos Be2+ interconectados por ligandos de cloruro doblemente puenteados. Esa forma consiste en politetraedros que comparten los bordes. La otra forma se asemeja al yoduro de zinc con jaulas interconectadas similares al adamantano. Sin embargo, el cloruro]] de berilio es un polímero tridimensional, con una estructura similar a la del cuarzo mineral.[cita requerida]
En estado gaseoso, este compuesto existe como un monómero lineal y un dímero puenteado con dos átomos de cloro puenteados, donde el átomo de berilio es de tres coordenadas. La forma lineal de la forma monomérica es la predicha por la teoría TRePEV. La forma lineal contrasta con las formas monoméricas de algunos de los dihaluros de los miembros más pesados del grupo 2; por ejemplo, el CaF2, el SrF2, el BaF2, SrCl2, el BaCl2, el BaBr 2 y el BaI2, que son todos no lineales. El cloruro de berilio se disuelve para dar un ion tetraédrico [Be(OH2)4]2+ en soluciones acuosas, según lo confirmado por espectroscopía infrarroja.

## Reacciones
Cuando se trata con agua, el cloruro de berilio forma un tetrahidrato, BeCl2•4H2O ([Be(H2O)4]Cl2). El BeCl2 también es soluble en algunos éteres. 
Cuando se suspende en éter dietílico, el cloruro de berilio se convierte en dieterato incoloro:
BeCl2 2 O(C2H5)2 → BeCl2(O(C2H5)2)2
Este ligando de éter puede ser desplazado por otras bases de Lewis.
El cloruro de berilio forma complejos con las fosfinas.

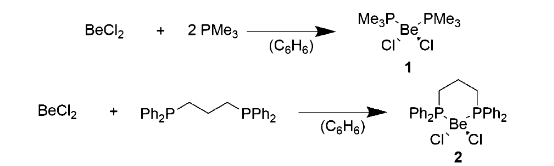
Coordinación de tipo fosfina con un complejo de halogenuros de berilio